# Kristien Maes
Kristien Maes (Lummen, 9 april 1979) is een Belgische actrice en presentatrice.
Reeds op jonge leeftijd studeerde ze deeltijds kunstonderwijs, afdeling 'Woord' in de opties dictie, voordracht, dramatische expressie, repertoire studie waar ze in 1997 afstudeerde met de grootste onderscheiding. Later nam ze deel aan een verschillende voordracht- en welsprekendheidstornooien, en speelde ze mee bij amateurtheatergezelschappen en heeft ze ook aan improvisatietheater gedaan.
Aan de K.U.Leuven studeerde ze communicatiewetenschappen en in dezelfde periode deed ze ervaring op bij twee Leuvense lokale radio's: Radio Scorpio en MixFM (nu Hit FM). In 2001 studeerde ze af met het eindwerk "Heter in de ether? Liberalisering en functionele veranderingen in het Vlaamse radiolandschap; casestudy 4fm" omdat ze haar stage bij de nieuwe radiozender 4fm kon lopen. Bij deze zender kreeg Maes de kans om zowel achter de schermen te werken als haar eigen programma te presenteren.
In 2004 verhuisde ze naar Barcelona, maar bleef deeltijds werken voor 4fm.
Na een reis naar China kwam ze in mei 2006 bij Radio Donna terecht, als programmamedewerker en vervangster voor een aantal programma's.
Sinds 1 mei 2007 was ze aan de slag als wrapper bij Ketnet. Ze presenteerde er ook Op Schok, Hij komt, hij komt ... De intrede van de Sint, Circus, Junior Eurosong, Ketnet On Ice en Ketnet Radio. In juni 2012 zette ze haar activiteiten als wrapster stop.
Vanaf begin januari 2008 presenteerde Maes de Hit 50 en vanaf begin september 2008 De Hotlist op Studio Brussel. Ze deed er ook vervangingen.
In 2009 was ze coach bij Junior Eurosong. Onder andere de winnares Laura Omloop was een van haar kandidaten. Sinds 2011 maakt ze voor Eén af en toe reportages voor Vlaanderen Vakantieland.
Ze speelde de rol van Lotte in het derde seizoen van Amika. Samen met Els Lenaerts richtte ze het theatercollectief www.endewolf.be op. Hun eerste productie ging in première in 2010 en ging op tournee in 2012.
In de eerste maanden van 2014 presenteerde ze, samen met Lotte De Caluwe, De Bende van Einstein op Radio 1. Vanaf het najaar van 2014 deed Maes dit alleen en was er een beurtrol met Annemie Peeters in het herdoopte programma De Bende van Annemie.
In het televisieseizoen 2012-2013 had ze een rubriek in het televisieprogramma Iedereen beroemd. Daarin ging ze op zoek naar mensen die vriend met haar willen worden op Facebook en die wat vertelden over hun profiel daarop. Enkele seizoenen later (2017-2018) verschijnt ze opnieuw in beeld in Iedereen Beroemd met de rubriek 'Kristien Maes' waarbij ze naamgenoten opzoekt en interviewt. In seizoen 2019-2020 en 2021-2022 zocht ze een baasje voor een asielhond in de rubriek 'Baasje gezocht'.
Maes heeft een zoon en dochter.
Huidig (anno 2025):
Lee Arrendell · Thomas De Smet · Nona 't Jolle · Nidal van Rijn · Emma Vanthielen
Voormalig (1997–2024):
Jelle Cleymans (2002–2007) · Staf Coppens (1999–2004) · Karolien Debecker (2006–2009) · Veerle Deblauwe (2003–2006) · Sam De Bruyn (2009) · Niels Destadsbader (2009–2014) · Ianka Fleerackers (1998–2001) · Tom Gernaey (2006) · Sander Gillis (2012–2023) · An Jordens (1998–2005) · Melvin Klooster (2006–2012) · Heidi Lenaerts (2006–2007) · Friedl' Lesage (1997–1998) · Charlotte Leysen (2011–2019) · Véronique Leysen (2009–2013) · Kristien Maes (2007–2012) · Gloria Monserez (2020-2024) · Sarah Mouhamou (2014-2025) · Leonard Muylle (2012–2018) · Sven Ornelis (1997–1999) · Peter Pype (2004–2012) · Ben Roelants (2009) · Mark Tijsmans (1997–2002) · Héritier Tipo (2022–2024) · Thomas Van Achteren (2015–2022) · Katrien Van Deuren (1998–1999) · Peter Van de Veire (1997–2002) · Steven Van Herreweghe (1997–2002) · Kobe Van Herwegen (2006–2011) · Ilse Van Hoecke (1998–2004) · Gitte Van Hoyweghen (1997–2001) · Britt Van Marsenille (2004–2008) · Sofie Van Moll (2001–2007) · Erika Van Tielen (2003–2006) · Henk Vermeulen (1998–2004) · Aron Wade (1998–2003) · Sien Wynants (2012–2022)
Laatste (per 2 januari 2009):
Joyce Beullens · Tom De Cock · Sebastian Decrop · Evy Gruyaert · Johan Henneman · Mark Heyninck · Anneleen Liégeois · Kris Luyten · Caren Meynen · Dave Peters · Marc Pinte · Thibaut Renard · Ann Reymen · Ben Roelants · Benjamien Schollaert · Elias Smekens · Stijn Smets · Lotte Stevens · Ann Van Elsen · Brecht Vanmeirhaeghe · Sofie Van Moll · David Van Ooteghem
Geschiedenis (1992–2009):
Jan Bosman · Ben Crabbé · Dominique Crommen · Erwin Deckers · Steve De Coninck-De Boeck · Kevin De Geest · Leen Demaré · Bart De Prez · Margot Derycke · Marc Deschuyter · Els Ermens · Michel Follet · Anne Gies · Jeroen Gorus · Walter Grootaers · Kristof Hayen · Geert Hoste · Mark Lefever · Kristien Maes · Kris Mannaerts · Luc Mertens · Johan Notenbaert · Sven Ornelis · Jaak Pijpen · Alexandra Potvin · Katja Retsin · Fien Sabbe · Bart Saerens · Mieke Scheldeman · Cara Van der Auwera · Iris Van Impe · Birgit Van Mol · Rob Vanoudenhoven · Evert Venema · Sofie Verbruggen · Ronald Verhaegen · Peter Verhulst · Jean Vijdt · Robin Vissenaekens · Albrecht Wauters · Niels William · Yasmine